# Federico d'Orange-Nassau
Federico d'Orange-Nassau, nome completo: Willem Frederik Karel (Berlino, 28 febbraio 1797 – Wassenaar, 8 settembre 1881), era il secondogenito di Guglielmo I dei Paesi Bassi e della regina Guglielmina, nata Principessa di Prussia.

## Biografia

### Infanzia
Crebbe alla corte di suo nonno Federico Guglielmo II di Prussia e di suo zio Federico Guglielmo III di Prussia; uno dei suoi precettori fu Karl von Clausewitz. A sedici anni combatté alla battaglia di Lipsia e fu il primo della sua dinastia a far ritorno nei Paesi Bassi nel mese di dicembre del 1813; poiché non parlava olandese fu mandato all'università di Leida per migliore la propria educazione. 
Quando Napoleone Bonaparte tornò dall'Elba durante i Cento giorni al principe fu ordinato di staccarsi dall'esercito guidato da Wellington e di posizionarsi nelle retrovie, presso Braine, in modo da intervenire se la battaglia di Waterloo fosse stata persa.

### Principe dei Paesi Bassi
Secondo un trattato dinastico, Federico avrebbe ereditato i possessi tedeschi della Casa di Orange-Nassau alla morte del padre, ma non essendo questi più di loro proprietà, meditò di cedere le sue pretese in cambio del Granducato di Lussemburgo: nel 1816 lasciò cadere ogni pretesa in cambio di vaste proprietà nei Paesi Bassi e per il titolo di Principe dei Paesi Bassi.
Nel 1826 venne nominato Commissario generale al Ministero della Guerra: con questo incarico riorganizzò l'esercito basandosi sul modello prussiano e fondò l'Accademia Militare di Breda e fece equipaggiare l'esercito con un armamento moderno. Nel 1829 Federico fu candidato al trono greco ma rifiutò, non volendo divenire sovrano di un paese di cui ignorava lingua e tradizioni. Durante la rivoluzione belga del 1830, Federico comandò le truppe mandate a Bruxelles per sopprimere la ribellione e dopo l'indipendenza del Belgio partecipò alla campagna dei dieci giorni del 1831.

### Matrimonio
Il principe Federico si sposò il 21 maggio 1825 con la sua prima cugina Luisa, figlia del re Federico Guglielmo III di Prussia e della regina Luisa di Meclemburgo-Strelitz.

### Ultimi anni e morte
Quando suo padre abdicò nel 1840, Federico si ritirò a vita privata nelle sue proprietà a Wassenaar ma alla morte di suo fratello maggiore Guglielmo II dei Paesi Bassi, il nuovo re suo nipote Guglielmo III dei Paesi Bassi lo richiamò alla vita pubblica ed nel 1849 lo creò Ispettore generale dell'esercito, carica che tenne fino al 1868, quando si dimise per il mancato sostegno ai suoi piani di ammodernamento dell'esercito.
Il principe Federico morì a Wassenaar l'8 settembre 1881.

### Massoneria
Fu iniziato in Massoneria nel 1816 a Berlino, nella Loggia "Ai Tre Globi" e durante sessant'anni fu Gran maestro del Grande Oriente dei Paesi Bassi e fu protettore della Loggia massonica austriaca "Munificentia" di Karlsbad quando la Massoneria fu proibita in Austria. Fece dono al Grande Oriente dei Paesi Bassi della "Bibliotheca Klossiana" di opere massoniche di Francoforte sul Meno e della sede della Gran Loggia all'Aia.

## Discendenza
Il principe Federico e Luisa di Prussia ebbero quattro figli:
- Guglielmina Federica Alessandra Anna Luisa (1828-1871), sposata a Carlo XV di Svezia
- Guglielmo Federico Nicola Carlo (1833-1834)
- Guglielmo Federico Nicola Alberto (1836-1846)
- Guglielmina Federica Alessandra Anna Luisa Maria (1841-1910), sposata a Guglielmo di Wied e madre di Guglielmo I, principe d'Albania.

## Ascendenza
|                                  |                              |                                                | Genitori                                    |  |  | Nonni |  |  | Bisnonni                      |  |  | Trisnonni                         |  |
|                                  |                              |                                                |                                             |  |  |       |  |  | Guglielmo IV di Orange-Nassau |  |  | Giovanni Guglielmo Friso d'Orange |  |
|                                  |                              |                                                |                                             |  |  |       |  |  | Guglielmo IV di Orange-Nassau |  |  | Giovanni Guglielmo Friso d'Orange |  |
|                                  |                              | Maria Luisa d'Assia-Kassel                     |                                             |  |  |       |  |  | Guglielmo IV di Orange-Nassau |  |  |                                   |  |
| Guglielmo V di Orange-Nassau     |                              |                                                |                                             |  |  |       |  |  | Guglielmo IV di Orange-Nassau |  |  |                                   |  |
|                                  |                              | Anna di Hannover                               | Giorgio II di Gran Bretagna                 |  |  |       |  |  |                               |  |  |                                   |  |
|                                  |                              | Anna di Hannover                               | Giorgio II di Gran Bretagna                 |  |  |       |  |  |                               |  |  |                                   |  |
|                                  |                              | Anna di Hannover                               | Carolina di Brandeburgo-Ansbach             |  |  |       |  |  |                               |  |  |                                   |  |
| Guglielmo I dei Paesi Bassi      |                              | Anna di Hannover                               |                                             |  |  |       |  |  |                               |  |  |                                   |  |
|                                  |                              | Augusto Guglielmo di Prussia                   | Federico Guglielmo I di Prussia             |  |  |       |  |  |                               |  |  |                                   |  |
|                                  |                              | Augusto Guglielmo di Prussia                   | Federico Guglielmo I di Prussia             |  |  |       |  |  |                               |  |  |                                   |  |
|                                  |                              | Augusto Guglielmo di Prussia                   | Sofia Dorotea di Hannover                   |  |  |       |  |  |                               |  |  |                                   |  |
| Guglielmina di Prussia           |                              | Augusto Guglielmo di Prussia                   |                                             |  |  |       |  |  |                               |  |  |                                   |  |
|                                  |                              | Luisa Amalia di Brunswick-Wolfenbüttel         | Ferdinando Alberto II di Brunswick-Lüneburg |  |  |       |  |  |                               |  |  |                                   |  |
|                                  |                              | Luisa Amalia di Brunswick-Wolfenbüttel         | Ferdinando Alberto II di Brunswick-Lüneburg |  |  |       |  |  |                               |  |  |                                   |  |
|                                  |                              | Luisa Amalia di Brunswick-Wolfenbüttel         | Antonietta Amalia di Brunswick-Wolfenbüttel |  |  |       |  |  |                               |  |  |                                   |  |
| Federico d'Orange-Nassau         |                              | Luisa Amalia di Brunswick-Wolfenbüttel         |                                             |  |  |       |  |  |                               |  |  |                                   |  |
|                                  | Augusto Guglielmo di Prussia | Federico Guglielmo I di Prussia                |                                             |  |  |       |  |  |                               |  |  |                                   |  |
|                                  | Augusto Guglielmo di Prussia | Federico Guglielmo I di Prussia                |                                             |  |  |       |  |  |                               |  |  |                                   |  |
|                                  | Augusto Guglielmo di Prussia | Sofia Dorotea di Hannover                      |                                             |  |  |       |  |  |                               |  |  |                                   |  |
| Federico Guglielmo II di Prussia | Augusto Guglielmo di Prussia |                                                |                                             |  |  |       |  |  |                               |  |  |                                   |  |
|                                  |                              | Luisa Amalia di Brunswick-Wolfenbüttel         | Ferdinando Alberto II di Brunswick-Lüneburg |  |  |       |  |  |                               |  |  |                                   |  |
|                                  |                              | Luisa Amalia di Brunswick-Wolfenbüttel         | Ferdinando Alberto II di Brunswick-Lüneburg |  |  |       |  |  |                               |  |  |                                   |  |
|                                  |                              | Luisa Amalia di Brunswick-Wolfenbüttel         | Antonietta Amalia di Brunswick-Wolfenbüttel |  |  |       |  |  |                               |  |  |                                   |  |
| Guglielmina di Prussia           |                              | Luisa Amalia di Brunswick-Wolfenbüttel         |                                             |  |  |       |  |  |                               |  |  |                                   |  |
|                                  |                              | Luigi IX d'Assia-Darmstadt                     | Luigi VIII d'Assia-Darmstadt                |  |  |       |  |  |                               |  |  |                                   |  |
|                                  |                              | Luigi IX d'Assia-Darmstadt                     | Luigi VIII d'Assia-Darmstadt                |  |  |       |  |  |                               |  |  |                                   |  |
|                                  |                              | Luigi IX d'Assia-Darmstadt                     | Carlotta di Hanau-Lichtenberg               |  |  |       |  |  |                               |  |  |                                   |  |
| Federica Luisa d'Assia-Darmstadt |                              | Luigi IX d'Assia-Darmstadt                     |                                             |  |  |       |  |  |                               |  |  |                                   |  |
|                                  |                              | Carolina del Palatinato-Zweibrücken-Birkenfeld | Cristiano III del Palatinato-Zweibrücken    |  |  |       |  |  |                               |  |  |                                   |  |
|                                  |                              | Carolina del Palatinato-Zweibrücken-Birkenfeld | Cristiano III del Palatinato-Zweibrücken    |  |  |       |  |  |                               |  |  |                                   |  |
|                                  |                              | Carolina del Palatinato-Zweibrücken-Birkenfeld | Carolina di Nassau-Saarbrücken              |  |  |       |  |  |                               |  |  |                                   |  |
|                                  |                              | Carolina del Palatinato-Zweibrücken-Birkenfeld |                                             |  |  |       |  |  |                               |  |  |                                   |  |